# Bongkot (Purwodadi)
Bongkot is een bestuurslaag in het regentschap Purworejo van de provincie Midden-Java, Indonesië. Bongkot telt 672 inwoners (volkstelling 2010).